# Melina Ramírez
Melina Ramírez Serna (Cali, 22 de marzo de 1990) es una presentadora de televisión y modelo colombiana.

## Biografía
Melina Ramírez nació en Cali, Valle del Cauca, el 22 de marzo de 1990. Es hija de Carlos Ramírez y Nora Serna. Tiene dos hermanos, Ana Carolina y Carlos, Ramírez inspiró su nombre "Melina" en el título de una de las canciones del cantante español Camilo Sesto. Estudió Publicidad Internacional en la Universidad Sergio Arboleda de Bogotá. Domina el inglés y el italiano.

## Carrera
Melina fue la segunda finalista del concurso Señorita Colombia 2011-2012 en 2011 y representó a su país en Top Model of the World 2012, concurso en el cual se ubicó como segunda finalista. En 2014 presentó la sección deportiva de Noticias RCN junto con Adolfo Pérez y el reality Sueño Fútbol de RCN Televisión. En 2017 ingresó a Caracol Televisión para hacer presencia en la nueva temporada del reality Desafío como anfitriona de Playa Oro. Recientemente reemplazó a Jessica Cediel en el programa Bingos Felices de Sábados Felices.

#### Señorita Valle 2011
En el certamen Señorita Colombia 2011-2012, la candidata representó a su departamento, Valle del Cauca, destacándose desde un comienzo como inmensa favorita entre el público y los medios de comunicación, tanto así que ganó varios Premios especiales del reinado, como mejor traje artesanal (por el público), mejor rostro Jolie de Vogue, Belleza Natural, Desafío OSTER (empate), reina de los edecanes.
En la ceremonia de coronación, obtuvo el tercer mejor puntaje (9.30) por debajo de Magdalena y Atlántico. Al final de la noche obtuvo el título de primera princesa de Colombia.

#### Top Model of the World 2012
Melina después de haber Ganado el título de primera princesa de Colombia, representó a Colombia en Top Model of the World 2012-2013, para disputar la corona de Loredana Salanta de Rumania, donde figuró como segunda finalista y obtuvo el premio especial a "Mejor Sonrisa".

## Vida personal
En 2017 conoció a Mateo Carvajal mediante sus trabajos en el Canal Caracol, Melina siendo presentadora del reality estando con Mateo en la edición de temporada de desafío super humanos. El mismo año confirman su relación y se mudan juntos a la ciudad de Medellín en 2018. A finales de 2018 tras dos años de relación confirman que están esperando a su primer hijo, Salvador Carvajal Ramírez, nacido el 30 de julio de 2019. El 28 de diciembre de 2019, tras 3 años de relación y un hijo la pareja anunció su separación.
En 2020 conoce al actor Juan Manuel Mendoza, y en ese mismo año inician una relación. El 31 de diciembre de 2021, la pareja comunicó que se comprometieron para contraer matrimonio en 2022. La pareja finalmente se casa en 2023.

## Filmografía

### Televisión
| Año       | Título                                | Rol          | Canal              | Ref    |
| --------- | ------------------------------------- | ------------ | ------------------ | ------ |
| 2025      | Yo me llamo                           | Presentadora | Caracol Televisión | [ 5 ]  |
| 2024      | Voy por ti, Juega por mí              | Participante | Caracol Televisión | [ 6 ]  |
| 2023      | Yo me llamo                           | Presentadora | Caracol Televisión | [ 7 ]  |
| 2022      | La Vuelta al mundo en 80 risas 3      | Presentadora | Caracol Televisión | [ 8 ]  |
| 2021      | Yo me llamo                           | Presentadora | Caracol Televisión | [ 9 ]  |
| 2018      | Yo me llamo                           | Presentadora | Caracol Televisión | [ 10 ] |
| 2018      | La Vuelta a Rusia en 80 risas 1       | Presentadora | Caracol Televisión | [ 11 ] |
| 2018      | La Vuelta al mundo en 80 risas 1      | Presentadora | Caracol Televisión | [ 12 ] |
| 2017      | Desafío 2017: Súper Humanos, Cap Cana | Presentadora | Caracol Televisión | [ 13 ] |
| 2016      | Sueño Fútbol                          | Presentadora | Canal RCN          | [ 14 ] |
| 2014-2016 | Noticias RCN                          | Presentadora | Canal RCN          | [ 15 ] |